# Кытино
Кытино — деревня в Тульской области России.
В рамках административно-территориального устройства является центром Кытинского сельского округа Ефремовского района, в рамках организации местного самоуправления входит в муниципальное образование город Ефремов со статусом городского округа.

## Название
В 1965 г. Указом Президиума ВС РСФСР деревня Кобылинка переименована в Кытино, в память о Герое Советского Союза Кытине Федоре Максимовиче.

## География
Деревня находится в юго-восточной части Тульской области, в лесостепной зоне, при автодороге 70К-123 и реке Кобылинка, на расстоянии примерно 12 километров (по прямой) к востоку от города Ефремова, административного центра округа.
Устье реки Кобылинка находится у деревни Кытино в 115 км от устья реки Красивая Меча по правому берегу.

### Климат
Климат характеризуется как умеренно континентальный, с умеренно холодной снежной зимой и тёплым летом. Среднегодовая многолетняя температура воздуха составляет +4 — +4,6°С. Средняя температура воздуха самого холодного месяца (января) — −6,7 °C (абсолютный минимум — −46 °C), средняя температура самого тёплого (июля) — +18 °С (абсолютный максимум — +38 °C). Безморозный период длится в среднем 149 дней. Среднегодовое количество атмосферных осадков составляет 650—730 мм, из которых большая часть (около 460 мм) выпадает в тёплый период. Снежный покров держится в течение 130—145 дней. Среднегодовая скорость ветра составляет 3,6 м/с.

## История
Деревня Кобылинка возглавляла Кобылинский сельсовет с момента образования в 1920-х годах.

## Население
| 2002 | 2004 | 2010 |
| ---- | ---- | ---- |
| 455  | ↗490 | ↘395 |

## Известные уроженцы, жители
Кытин, Фёдор Максимович (1926—1945) — Герой Советского Союза (1945).

## Инфраструктура
Личное подсобное хозяйство с зоной сельскохозяйственного использования, индивидуальная застройка усадебного типа.
Школа.Кытинский сельский дом культуры. Отделение почтовой связи № 301880.

## Транспорт
Автобусное сообщение с райцентром. Остановка общественного транспорта «Кытино».